# Трихоглоттис
Трихоглоттис (лат. Trichoglottis) — род многолетних эпифитных травянистых растений семейства Орхидные.
Аббревиатура родового названия используемая в промышленном и любительском цветоводстве: Trgl.
Включает около 69 видов, распространённых в Шри-Ланке, континентальной Юго-Восточной Азии, Индонезии, Австралии и на Филиппинах.

## Синонимы
- Synptera Llanos, 1851
- Stauropsis Rchb.f., 1860

## Этимология
Название происходит от греческих слов: θρίξ — волос и γλῶττα — язык.

## Биологическое описание
Эпифиты с длинными ползучими или свисающими облиствёнными моноподиальными стеблями.
Листья узкие, двурядные, кожистые.
Соцветия развиваются в пазухах листьев, сидячие или на развитом цветоносе, кистевидные, одно- или многоцветковые.
Цветки разнообразной окраски, у большинства видов мелкие, мясистые.
Чашелистики и лепестки свободные. Боковые чашелистики сросшиеся с очень короткой ножкой колонки.
Губа сросшаяся с основанием колонки, мясистая, у некоторых видов покрыта редкими волосками, более или менее отчетливо трёхлопастная, у основания мешковидная или со шпорцем. Боковые лопасти прямые; средняя — выступающая вперёд, может быть разделена на три части.
Колонка короткая. Поллиниев — 4.

## Экологические особенности
Эпифиты.

## Виды

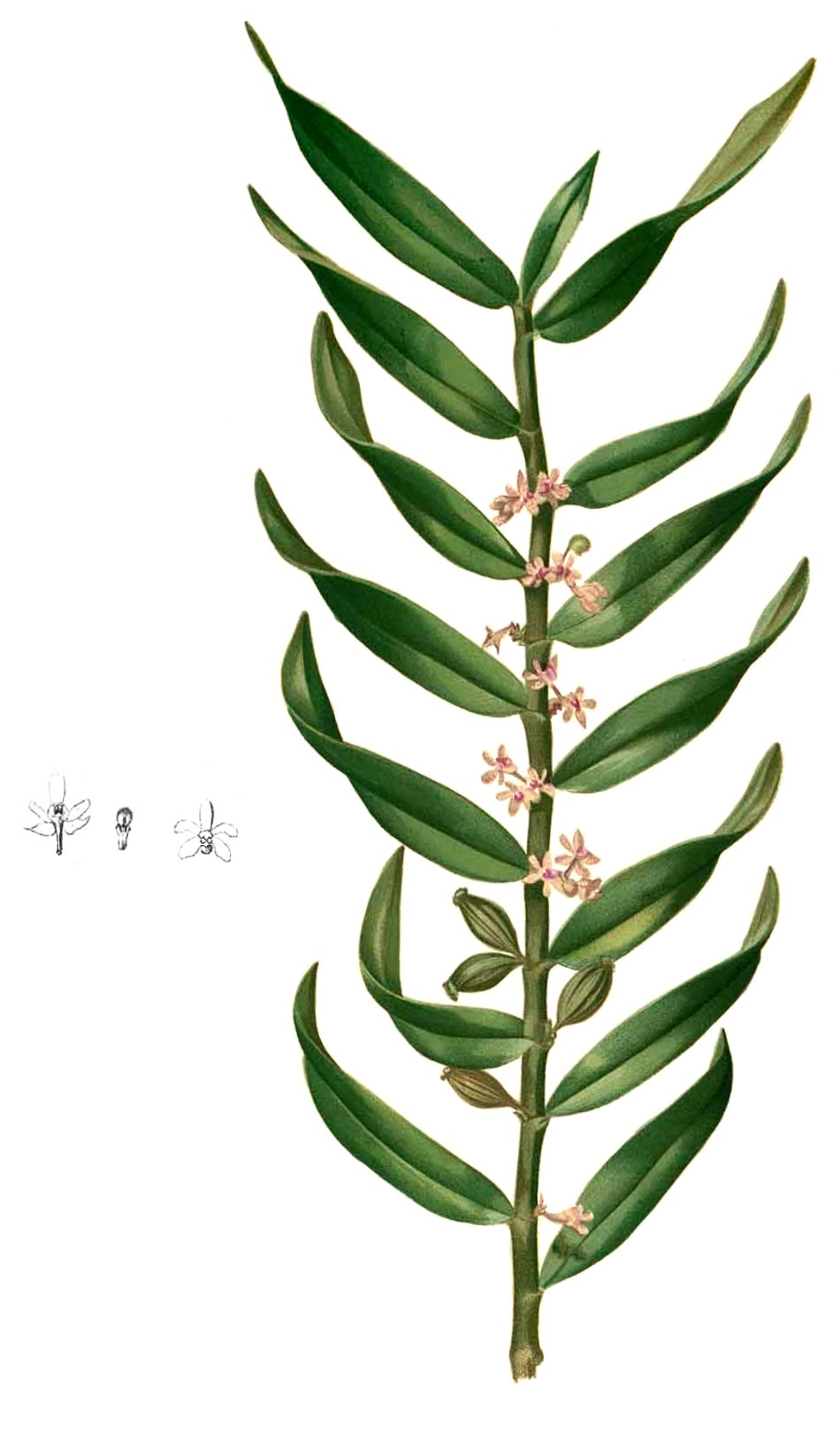
Trichoglottis rigida

Виды приводятся по Checklist Royal Botanic Gardens, Kew:
- Trichoglottis acutifolia Ridl., 1920
- Trichoglottis adnata J.J.Sm., 1908
- Trichoglottis amesiana L.O.Williams, 1938
- Trichoglottis angusta J.J.Sm., 1928
- Trichoglottis apoensis T.Hashim., 1991
- Trichoglottis atropurpurea Rchb.f., 1876
- Trichoglottis australiensis Dockrill, 1967
- Trichoglottis bipenicillata J.J.Sm., 1903
- Trichoglottis bipunctata (C.S.P.Parish & Rchb.f.) Tang & F.T.Wang, 1951
- Trichoglottis brachystachya (Kraenzl.) Garay, 1972
- Trichoglottis calcarata Ridl., 1896
- Trichoglottis calochila L.O.Williams, 1938
- Trichoglottis celebica Rolfe, 1899
- Trichoglottis cirrhifera Teijsm. & Binn., 1853
- Trichoglottis collenetteae J.J.Wood, C.L.Chan & A.L.Lamb in J.J.Wood & al., 1993
- Trichoglottis crociaria Seidenf., 1988
- Trichoglottis cuneilabris Carr, 1935
- Trichoglottis geminata (Teijsm. & Binn.) J.J.Sm., 1905
- Trichoglottis granulata Ridl., 1917
- Trichoglottis javanica J.J.Sm., 1907
- Trichoglottis jiewhoei J.J.Wood, 1998
- Trichoglottis kinabaluensis Rolfe, 1914
- Trichoglottis koordersii Rolfe, 1899
- Trichoglottis lanceolaria Blume, 1825
- Trichoglottis lasioglossa (Schltr.) Ormerod, 1997
- Trichoglottis latisepala Ames, 1910
- Trichoglottis ledermannii Schltr., 1921
- Trichoglottis littoralis Schltr. in K.M.Schumann & C.A.G.Lauterbach, 1905
- Trichoglottis lobifera J.J.Sm., 1931
- Trichoglottis lorata (Rolfe ex Downie) Schuit., 2007
- Trichoglottis luwuensis P.O'Byrne & J.J.Verm., 2008
- Trichoglottis maculata (J.J.Sm.) J.J.Sm., 1918
- Trichoglottis magnicallosa Ames & C.Schweinf. in O.Ames, 1920
- Trichoglottis mindanaensis Ames, 1914
- Trichoglottis odoratissima Garay, 1972
- Trichoglottis orchidea (J.König) Garay, 1972
- Trichoglottis paniculata J.J.Sm., 1907
- Trichoglottis pantherina J.J.Sm., 1903
- Trichoglottis papuana Schltr., 1913
- Trichoglottis pauciflora J.J.Sm., 1912
- Trichoglottis philippinensis Lindl., 1845
- Trichoglottis punctata Ridl., 1908
- Trichoglottis pusilla (Teijsm. & Binn.) Rchb.f., 1856
- Trichoglottis retusa Blume, 1825
- Trichoglottis rigida Blume, 1825
- Trichoglottis rosea (Lindl.) Ames in E.D.Merrill, 1925
- Trichoglottis scandens J.J.Sm., 1906
- Trichoglottis scaphigera Ridl., 1896
- Trichoglottis seidenfadenii Aver., 1988
- Trichoglottis simplex J.J.Sm., 1928
- Trichoglottis sitihasmahae J.J.Wood & A.L.Lamb, 2008
- Trichoglottis smithii Carr, 1935
- Trichoglottis solerederi Kraenzl., 1910
- Trichoglottis sororia Schltr., 1913
- Trichoglottis subviolacea (Llanos) Merr., 1918
- Trichoglottis tenera (Lindl.) Rchb.f., 1872
- Trichoglottis tenuis Ames & C.Schweinf. in O.Ames, 1920
- Trichoglottis tinekeae Schuit., 1998
- Trichoglottis tricostata J.J.Sm., 1907
- Trichoglottis triflora (Guillaumin) Garay & Seidenf., 1972
- Trichoglottis uexkuelliana J.J.Sm., 1906
- Trichoglottis valida Ridl., 1905
- Trichoglottis vandiflora J.J.Sm., 1909
- Trichoglottis winkleri J.J.Sm., 1912
- Trichoglottis zollingeriana (Kraenzl.) J.J.Sm., 1906

## Охрана исчезающих видов
Все виды рода Trichoglottis входят в Приложение II Конвенции CITES. Цель Конвенции состоит в том, чтобы гарантировать, что международная торговля дикими животными и растениями не создаёт угрозы их выживанию.

## В культуре
Температурная группа от умеренной до тёплой в зависимости от экологии вида.

Посадка в пластиковые и керамические горшки, корзинки для эпифитов или на блок.
Виды с цветками, обладающими приятным ароматом:
- Trichoglottis philippinensis — запах спелых яблок[5]
- Trichoglottis geminata (syn. Trichoglottis wenzelii)[5]
- Trichoglottis pusilla — дневной, напоминает запах миндаля[6].